# كاميرا الويب

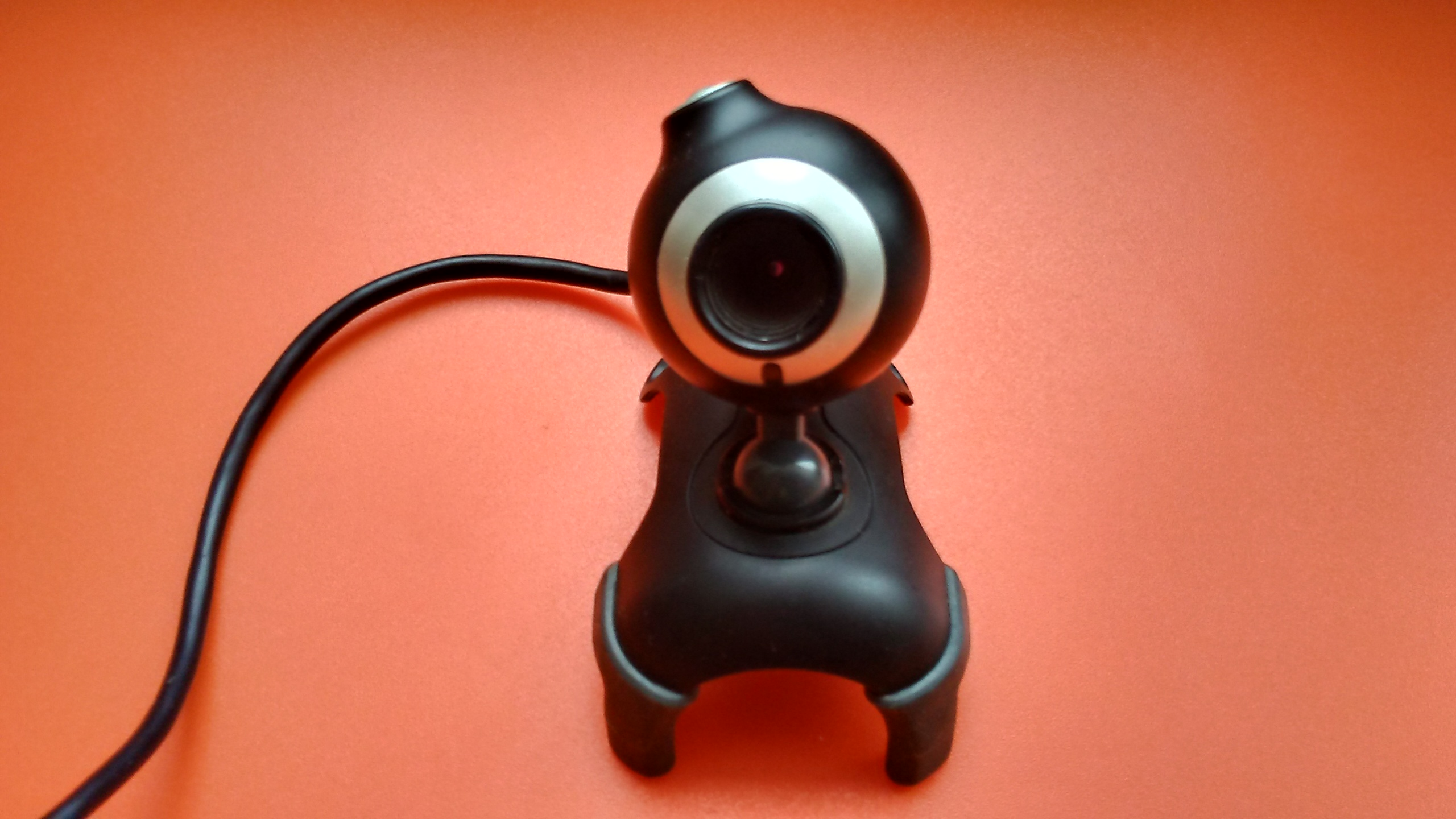
كاميرا ويب تعمل بالـ USB

كاميرا الويب (بالإنجليزية: Webcam)‏، هي كاميرا مصممة لاستخدامها كجهاز طرفي للكمبيوتر، تبث فيديو رقمي عبر ويب و عبر الإنترنت عن طريق نقل صور فورية، بشكل عام هي كاميرا رقمية ترسل صوراً إلى خادم ويب، بصورة متواصلة، أو متقطعة. يمكن تحقيق ذلك بواسطة، وصل كاميرا إلى الحاسوب، أو بواسطة جهاز متخصص.